# بيل جونسون (كاتب أغاني)
بيل جونسون (بالإنجليزية: Bill Johnson)‏ هو عازف جاز وكاتب أغاني أمريكي، ولد في 30 سبتمبر 1912، وتوفي في 5 يوليو 1960.

## وصلات خارجية
- بيل جونسون على موقع ميوزك برينز (الإنجليزية)
- بيل جونسون على موقع ميوزك برينز (الإنجليزية)
- بيل جونسون على موقع أول ميوزيك (الإنجليزية)
- بيل جونسون على موقع ديسكوغز (الإنجليزية)